# Grafesthesie
Grafesthesie is een term uit de neurologie. Het betekent dat de testpersoon in staat is om het schrijven (van karakters) op de huid te herkennen.
Het woord is samengesteld uit de Oudgriekse woorden:
- γράφειν (gráphein), wat 'tekenen' betekent, en
- αἴσθησις (aísthēsis), wat zowel 'zintuigelijke waarneming' als 'gevoel' betekent.